# Rullator

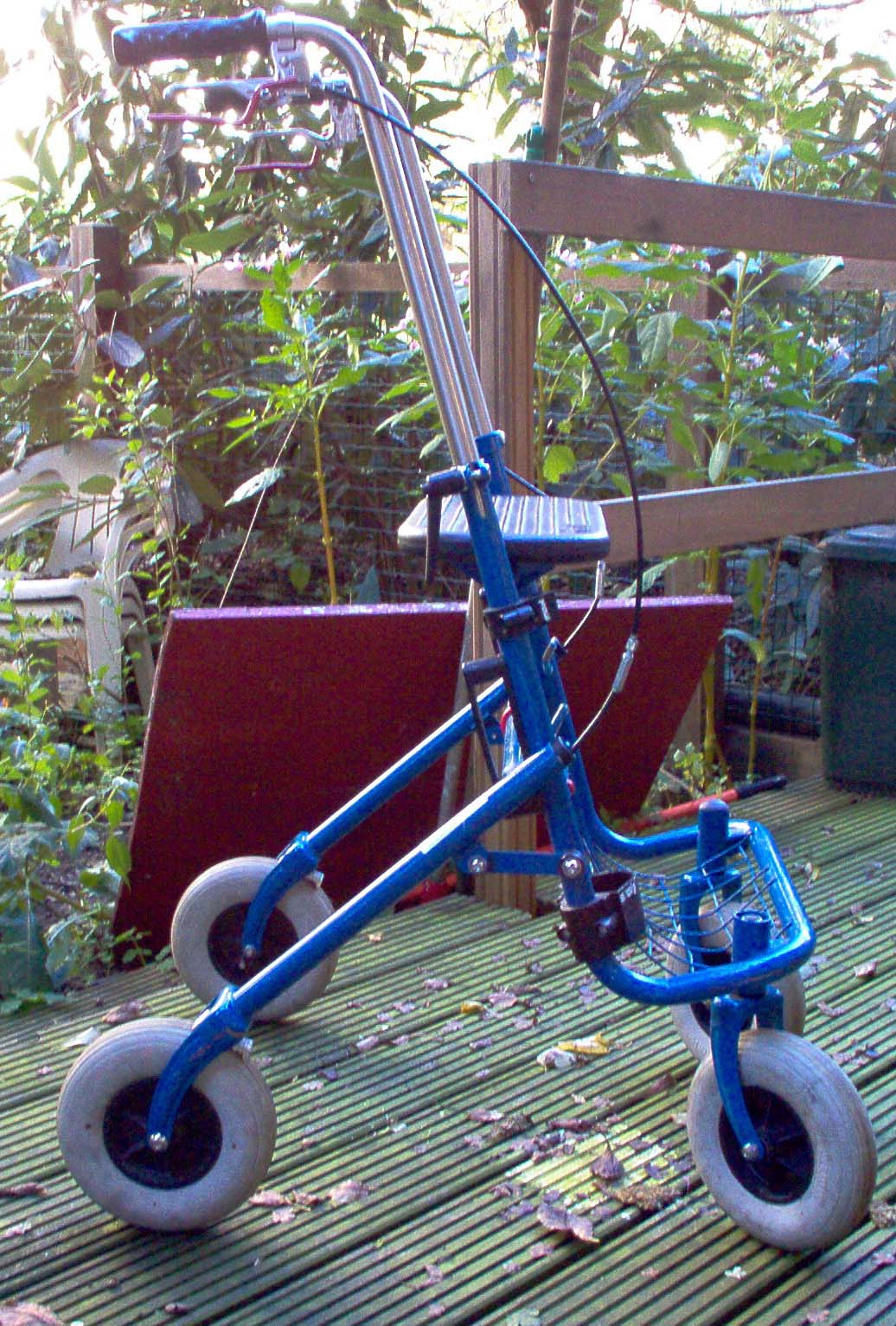
En rullator.

En rullator, även rollator, är ett hjälpmedel för personer som har svårt att stå och gå på egen hand. Rullatorer brukar ha tre eller fyra hjul, en sits så att personen även kan sitta och vila sig på rullatorn samt en korg för mindre bagage.

## Historik
Rullatorn uppfanns av Aina Wifalk 1978. Den första rullatorn med fyra hjul, två fasta samt två vridbara framhjul, togs fram av Etac AB i början på 1980-talet.
Föregångaren till rullatorn kom till Sverige från England under tidigt 70-tal. I England användes ett förkromat gåstöd (walker) med två framhjul och doppskor av gummi på de bakre rörens ändar. Gåstativen importerades av stockholmsföretaget Akema, som försåg gåstativen med bakre hjul och cykelhandbromshandtag. Gåstativet fick namnet Rollator; i Sverige används namnet rullator bland annat i tidningsartiklar samt i Svenska akademiens ordlista (SAOL) och Svensk ordbok (SO). Stavningen som ibland används rullator relaterar i svenskan till verbet rulla, men namnet rollator används av majoriteten av tillverkarna.
Utifrån det modifierade gåstativet utvecklades under senare delen av 70-talet de svenska modellerna av rullatorer. Ahlbergs AB i Fjärdhundra, Leber Rehab AB i Alvesta samt Etac AB, (Enco Miljö AB) i Anderstorp utvecklade olika varianter av rullatorer. Företagen konkurrerade med nya modeller som med tiden anpassades för att tillgodose olika brukares behov. Några modeller kom från Leber Rehab AB med deras Carl-Oscar och Etac AB som lanserade Nova av industridesignerna Morgan Ferm och Karl-Axel Andersson tillsammans med teamet på Etac AB. Nova, med sina vridbara framhjul, är en föregångare för den sortens rullatorer. 
Under 1990-talet utvecklade Dolomite AB i Anderstorp rullatorn Opal. Industridesigner Anders Ahlberts och Sven-Inge Kjell stod för utveckling och design. Rullatorn Opal blev marknadsledande med sin unika design som kännetecknades av de framåtvända körhandtagen med ovalformade bromshandtag och uppfällbar sits.
Under en 30-årsperiod har det tillverkats rullatorer med tillbehör i Anderstorp för cirka 2,5 miljarder kronor. I Sverige förskrivs det cirka 60 000 rullatorer per år, och 2021 hade cirka 335 000 svenskar en rullator. Svensk hjälpmedelsindustri har uppmärksammats i världen och inbringat betydande exportintäkter genom åren. Livslängden för en rullator är 10 till 15 år.
Ordet rullator kan enligt SO beläggas i svenska språket sedan 1985. Dock förekom ordet tidigare, exempelvis i en annons i Göteborgs Handels- och Sjöfartstidning den 21 december 1972.